# Agabus faldermanni
Agabus faldermanni är en skalbaggsart som beskrevs av Zaitzev 1927. Agabus faldermanni ingår i släktet Agabus och familjen dykare. Inga underarter finns listade i Catalogue of Life.